# グラジオラス (コルベット)
グラジオラス (HMS Gladiolus, K34) は第二次世界大戦中に建造されたイギリス海軍のフラワー級コルベットの最初の1隻である。
「グラジオラス」はティー川に面したスミスズ･ドックで1939年10月19日に起工され、1940年1月24日に進水し、同年4月6日に就役した。
「グラジオラス」は1940年7月1日にドイツ潜水艦「U26」を撃沈した。また、1941年6月17日にはアイスランド南西で他のコルベット2隻と共にドイツ潜水艦「U556」を撃沈した。1941年10月17日、SC48船団護衛中に「グラジオラス」はドイツ潜水艦「U558」の雷撃を受け撃沈された。